# Pedro Manuel Carqueijeiro Lourtie
Pedro Manuel Carqueijeiro Lourtie (* 15. Januar 1971 in Lissabon) ist ein portugiesischer Diplomat.

## Leben
Pedro Lourtie schloss 1993 ein Wirtschaftsstudium am Lissabonner Instituto Superior de Economia e Gestão ab, dem 1995 ein Master in europäischer Wirtschaft am College of Europe in Brüssel folgte.
Am 1. Februar 1995 schlug er die Diplomatenlaufbahn im Außenministerium Portugals ein. Von 1995 bis 1999 war er dort Assistent des Staatssekretärs für Europäische Angelegenheiten, ging dann bis 2004 an die Ständige Vertretung Portugals bei der Europäischen Union und wechselte von dort an die Vertretung der EU in Washington, wo er bis 2005 als politischer Berater tätig war.
Danach ging er zurück nach Lissabon, in das Büro des Premierministers José Sócrates, wo er außenpolitischer Berater und am 15. Mai 2006 Bürochef wurde. Am 31. Oktober 2009 berief ihn dieser zum Staatssekretär für Europäische Angelegenheiten.
Am 30. Juli 2015 wurde er mit dem Großkreuz des Portugiesischen Verdienstordens ausgezeichnet.
Vom 22. September 2015 bis zum 9. September 2016 war er portugiesischer Botschafter in Tunesien.
Am 1. April 2022 wurde er portugiesischer Vertreter bei der Europäischen Union.
Pedro Lourtie ist verheiratet und hat drei Kinder.